# Randana
Randana es el primer álbum del Trío Joubran, publicado en 2005 llamado "daquí", por Harmonia Mundi. 
El título del álbum viene de la contracción de las palabras que significan Ranna "resonancia" y significado Dandana "zumbido".

## Lista de temas
1. Hawas
2. Misage
3. Shagaf
4. Safar
5. Ahwak

## Músicos
- Wissam Joubran: Laúd
- Samir Joubran: Laúd
- Adnan Joubran: Laúd